# San Pedro Mixtepec -Dto. 26 -
San Pedro Mixtepec -Dto. 26 - är en kommun i Mexiko.   Den ligger i delstaten Oaxaca, i den sydöstra delen av landet, 500 km sydost om huvudstaden Mexico City.
Följande samhällen finns i San Pedro Mixtepec -Dto. 26 -:
- San Pedro Mixtepec